# شهرستان فیلیپس (کلرادو)
شهرستان فیلیپس، کلرادو (به انگلیسی: Phillips County, Colorado) یک سکونتگاه مسکونی در ایالات متحده آمریکا است که در کلرادو واقع شده‌است.

## خصوصیات
شهرستان فیلیپس ۱٬۷۸۱٫۹۲ کیلومترمربع مساحت دارد.